# Томас-Додд, Данниэль
Даниэль Томас-Додд (англ. Danniel Thomas-Dodd, 11 ноября 1992) — ямайская легкоатлетка. Специализируется в толкании ядра. Вице-чемпионка мира 2019 года, чемпионка Панамериканских игр 2019 года, участница летних Олимпийских игр 2016 и 2020 годов. 

## Карьера
На чемпионате мира в Пекине в 2015 году, в секторе для толкание ядра она заняла итоговое 22-е место отправив снаряд на отметку 16,62 метра. 
На летних Олимпийских играх в Рио-де-Жанейро, она принимала участие в соревнованиях, не квалифицировалась в финал и заняла 25-е место с результатом 16,99 метра.
В Лондоне на мировом чемпионате в 2017 году, она заняла итоговое четвёртое место метнув снаряд на 18,91 метра. 
В 2019 году на панамериканских играх в Лиме, она стала чемпионкой в секторе для толкания ядра, отправив снаряд на 19,55 метра.
На предолимпийском чемпионате мира, который состоялся в Дохе, ямайская атлетка выполнила лучшую попытку на 19,47 метров и стала второй, уступив Гун Лицзяо.